# Xã Hoosier, Quận Clay, Illinois
Xã Hoosier (tiếng Anh: Hoosier Township) là một xã thuộc quận Clay, tiểu bang Illinois, Hoa Kỳ. Năm 2010, dân số của xã này là 338 người.